# Esvoranc
Un esvoranc és un forat que es produeix a la superfície d'un cos com a conseqüència d'un buit en la seua massa.
Una excavació profunda a la terra o al subsol també pot produir amb un esvoranc.
Els esvorancs naturals són molt típics dels llocs amb afluència hídrica que a causa de l'aigua fan una erosió hídrica.